# سابمارینو
سابمارینو (انگلیسی: Submarino) فیلمی درام به کارگردانی توماس وینتربرگ محصول سال ۲۰۱۰ سینمای دانمارک است که بر پایهٔ رمانی به همین نام از یوناس تی. بنگتسون ساخته شد. از بازیگران آن می‌توان به دار سلیم اشاره کرد.